# Hnan-Isho II
Hnan-Isho (... – Al-Mada'in, ca. 780) è stato un vescovo cristiano orientale e scrittore siro, vescovo di Lashom, metropolita di Seleucia-Ctesifonte e patriarca della Chiesa d'Oriente all'incirca tra gli anni 775 e 780.

## Biografia
Non si conosce nulla di Hnan-Isho prima della sua elevazione al trono patriarcale. Incerta è la data d'inizio del suo patriarcato. Lo storico nestoriano Sliwa bar Yuhanna, pone la sua elezione nel 773 durante il califfato di al-Mansur, mentre gli altri due storici nestoriani Mari ibn Sulayman e ʿAmr ibn Mattā datano la sua elezione al 775 durante il califfato di al-Mahdi.
Due erano i candidati all'elezione: Hnan-Isho, vescovo di Lashom nel Beth Garmai; e il prete Giorgio di Kaskar, monaco del convento di Beth Hale. Poiché l'assemblea dei vescovi e notabili nestoriani non raggiunse un accordo, fu il califfo al-Mahdi a scegliere il nuovo patriarca nella persona di Hnan-Isho. La scelta fu facilitata dalla morte del monaco Giorgio.
L’elezione avvenne nel monastero di Mar Pethion di Baghdad, ma il patriarca, come i suoi predecessori, continuò a risiedere a Seleucia-Ctesifonte, che in epoca islamica assunse il nome di Al-Mada'in.
Tra gli atti più importanti celebrati da Hnan-Isho, ci fu la celebrazione di un concilio nazionale della Chiesa d'Oriente, nel 775, l'ultimo dei concili menzionati nel Synodicon orientale.
Hnan-Isho morì avvelenato nel 779 o nel 780.

## Opere
Secondo Abdisho bar Berika, Hnan-Isho II fu autore di diverse opere: lettere, inni funerari, cinque volumi di omelie metriche, dieci questioni, ecc. Di questi testi non è stato conservato nulla.
Il nome di Hnan-Isho compare anche nella famosa Stele nestoriana di Xi'an, datata 781, prima che giungesse in Cina la notizia della morte del patriarca.